# إليزابيث كونينغ
إليزابيث كونينغ (بالهولندية: Lies Koning)‏ هي عداءة سريعة هولندية، ولدت في 17 نوفمبر 1917 في زانتفورت في هولندا، وتوفيت في 12 فبراير 1975 في كالغاري في كندا.

## وصلات خارجية
- إليزابيث كونينغ على موقع أوليمبيديا (الإنجليزية)